# Piper bellum
Piper bellum är en pepparväxtart som beskrevs av Truman George Yuncker. Piper bellum ingår i släktet Piper och familjen pepparväxter. Inga underarter finns listade i Catalogue of Life.